# Pawieł Palakou
Pawieł Palakou (ur. 18 lipca 1996) – białoruski lekkoatleta specjalizujący się w rzucie młotem. 
W 2013 został wicemistrzem świata juniorów młodszych.
Medalista mistrzostw Białorusi. 
Rekordy życiowe: młot seniorski – 58,87 (25 lipca 2013, Grodno); młot o wadze 5 kilogramów – 79,02 (12 lipca 2013, Donieck). 

## Osiągnięcia
| Rok  | Impreza                               | Miejsce | Pozycja    | Wynik |
| ---- | ------------------------------------- | ------- | ---------- | ----- |
| 2013 | Mistrzostwa świata juniorów młodszych | Donieck | 2. miejsce | 79,02 |